# Jerbu de Vinogràdov
El jerbu de Vinogràdov (Scarturus vinogradovi) és una espècie de rosegador de la família dels dipòdids. Viu al Kazakhstan, el Kirguizstan, el Tadjikistan i l'Uzbekistan. Es tracta d'un animal nocturn que s'alimenta de llavors, les parts subterrànies de les plantes i animals. El seu hàbitat natural són els deserts situats al peu de les muntanyes. Està amenaçat per l'expansió de l'agricultura.
Aquest tàxon fou anomenat en honor del mastòleg soviètic Borís Vinogràdov.